# Богоявленская волость (Александрийский уезд)
Богоявленская волость — административно-территориальная единица Александрийского уезда Херсонской губернии с центром в селе Богоявленское.
По состоянию на 1886 год состояла из 7 поселений, 7 сельских общин. Население 2307 человек (1171 мужского пола и 1136 женского), 451 дворовое хозяйство.
|                        | Площадь (в том числе пахотной) |
| ---------------------- | ------------------------------ |
| Сельских общин         | 3102 (2492)                    |
| Частной собственности  | 10 687 (3854)                  |
| Кёзенной собственности | —                              |
| Другой собственности   | 121 (80)                       |
| Всего                  | 13 810 (6426)                  |

Самое большое поселение:
- Богоявленское (Радьковка)[1] — местечко при реке Каменка в 15 верстах от уездного города, 910 человек, 186 дворов, православная церковь, 2 лавки.

По состоянию на 1896 год насчитывалось 27 поселений, 1397 дворовых хозяйств, население 7897 человек.